# Bahnhof Merklingen – Schwäbische Alb
Der Bahnhof Merklingen – Schwäbische Alb (nach örtlicher Beschilderung Merklingen - Schwäbische Alb, in der Planungsphase auch Bahnhof Merklingen (Schwäbische Alb)) ist ein Regionalbahnhof bei Merklingen an der Schnellfahrstrecke Wendlingen–Ulm.
Die Finanzierungsvereinbarung wurde am 2. Dezember 2016 unterzeichnet. Der erste Spatenstich fand am 18. Mai 2017 statt. Am 11. Dezember 2022 ging der Bahnhof in Betrieb.
Der Bahnhof ist der Preisklasse 5 zugeordnet und liegt in der DING-Tarifwabe 55.
Ende 2024 lag die Zahl der Ein- und Aussteiger montags bis freitags bei etwa 1.100 pro Tag. Das Land Baden-Württemberg rechnet nach der Inbetriebnahme von Stuttgart 21 „mit einer deutlichen weiteren Steigerung“.

## Lage und Aufbau

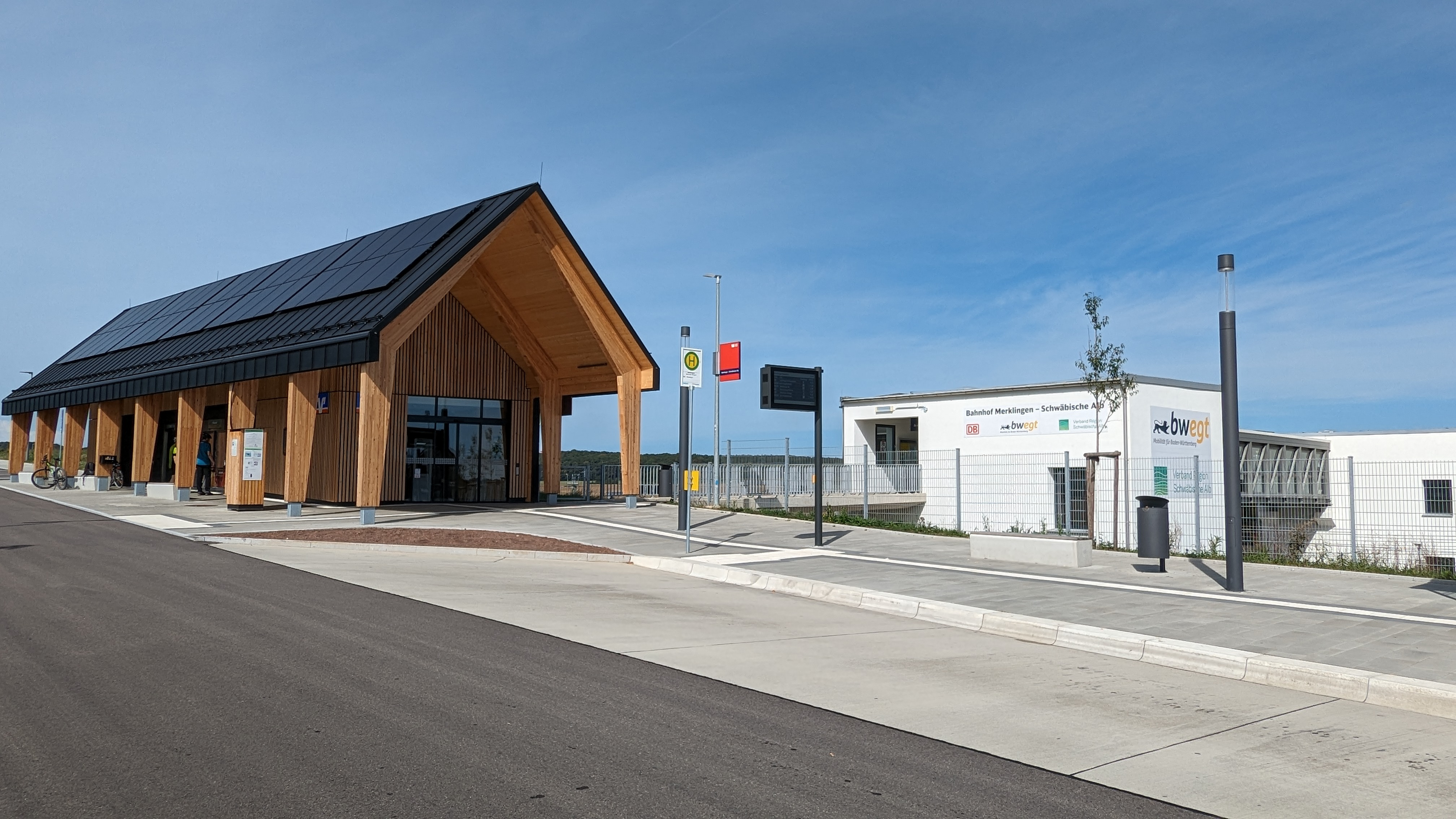
Empfangsgebäude mit Bushaltestelle (September 2023)

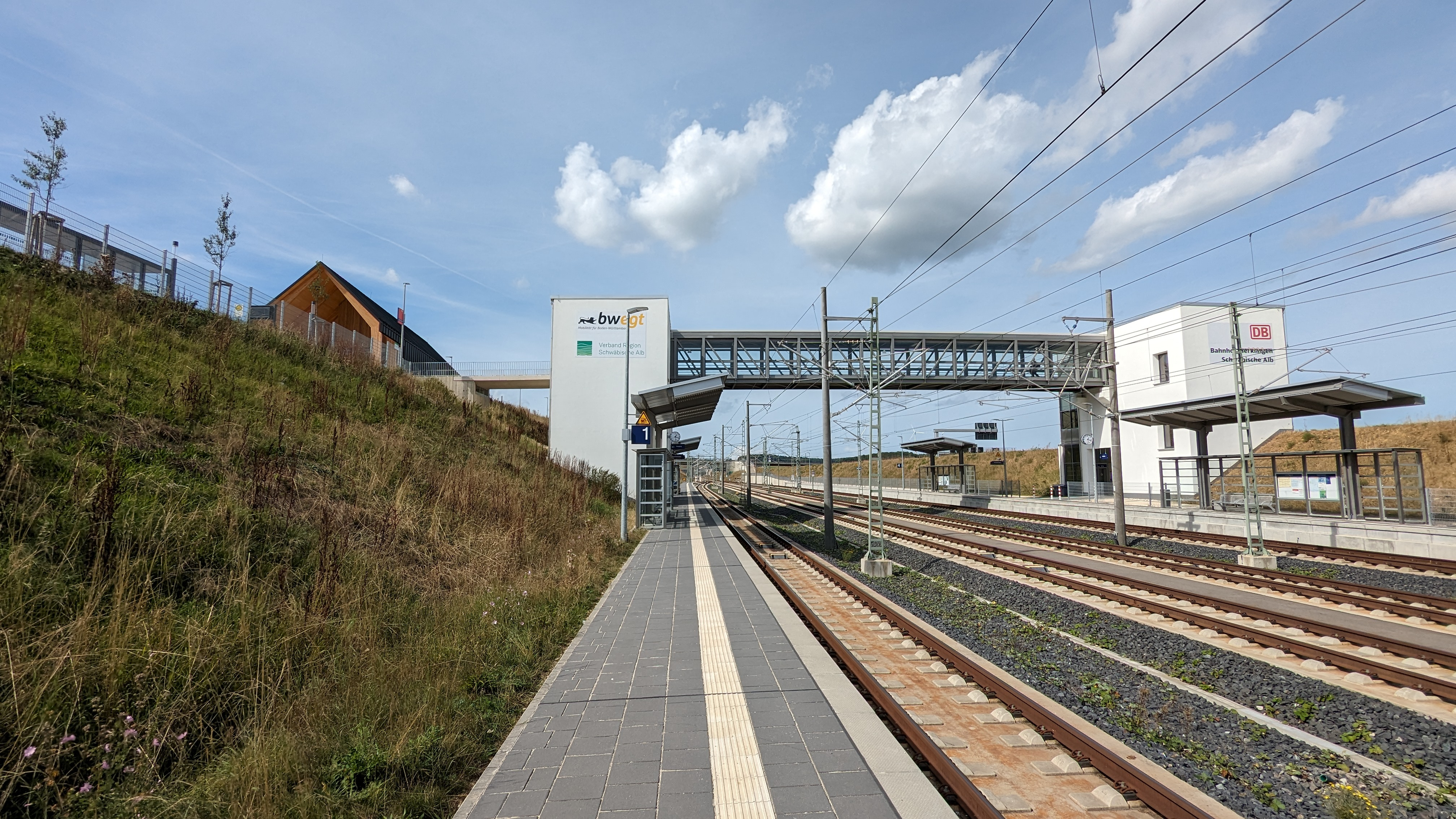
Bahnsteig an Gleis 1, Ansicht von Osten (September 2023)

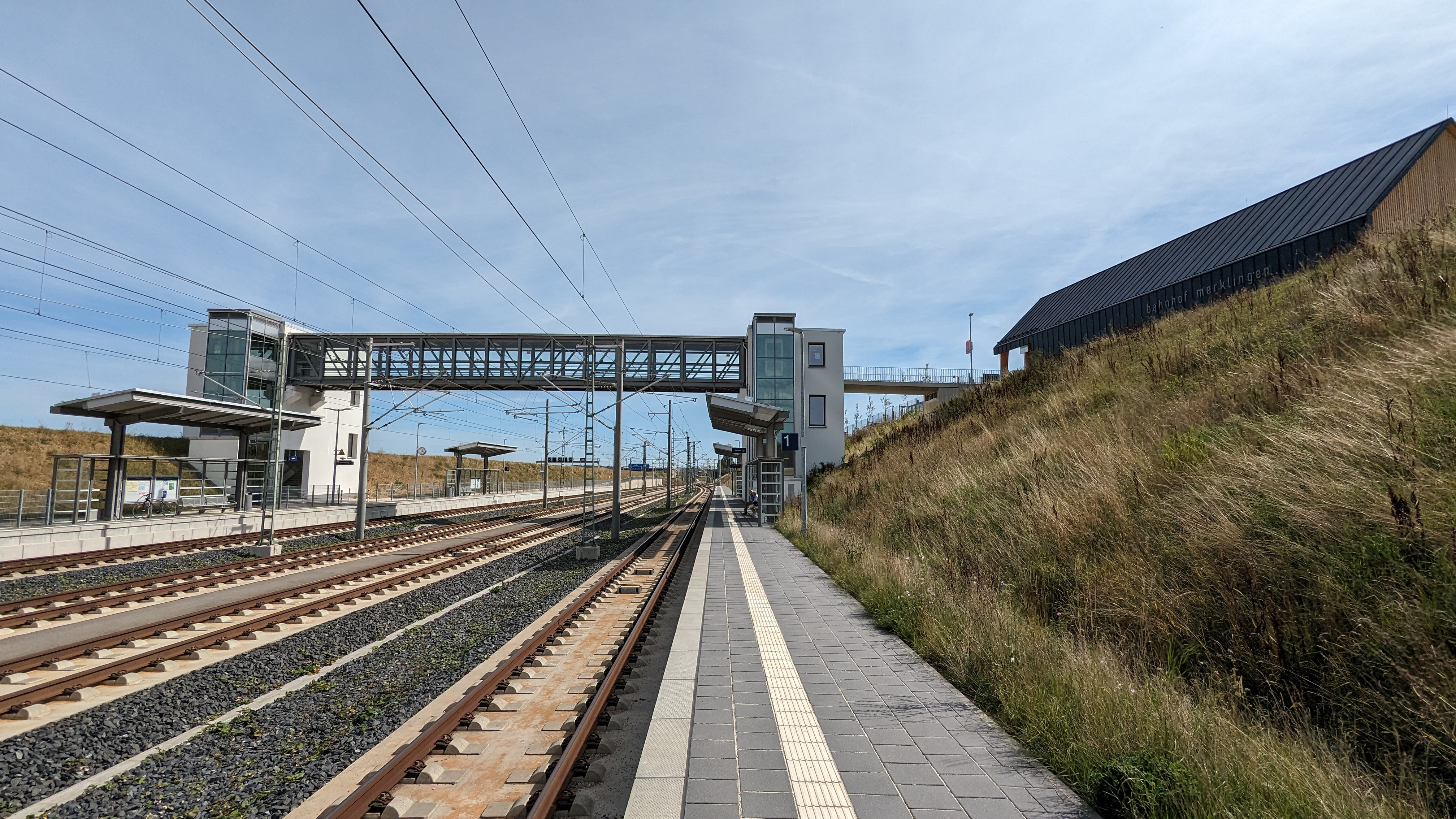
Bahnsteig an Gleis 4, Ansicht von Westen (September 2023)

Der Bahnhof liegt bei Streckenkilometer 63,866 in Tieflage in einem Einschnitt, rund einen Kilometer nordwestlich der Merklinger Ortsmitte. Das Empfangsgebäude befindet sich bahnrechts, südlich der Gleise. Gebaut wurden zwei je 215 Meter lange und 2,50 m breite Bahnsteige, die an beiden Enden jeweils etwas gekrümmt sind. Die viergleisige Anlage wird von einem rund 30 Meter langen Fußgängersteg mit zwei Treppentürmen und integrierten Aufzügen überspannt. 400 Pkw-Stellplätze, drei Plätze für Omnibusse und eine Fahrradabstellanlage ergänzen die Anlage. Sie umfasst zehn Weichen, darunter vier Schutzweichen. Wie im Juli 2019 bekannt wurde, musste eine der beiden Gleisverbindungen (zwischen dem Tunnel unter der BAB 8 und dem Tunnel Widderstall) verschoben und für eine zulässige Geschwindigkeit von 160 km/h ertüchtigt werden (Bauform 60-6000/3700-1:32,5fb). Eine solche Weichenverbindung kam erstmals in Deutschland zum Einsatz.
Die Gleise für die durchfahrenden Züge liegen dabei innen, die Bahnsteiggleise außen. Sie haben eine Länge von 600 Metern. Der gesamte Bahnhof verfügt über eine Feste Fahrbahn, als Zugbeeinflussungssystem wird ETCS Level 2 ohne konventionelle Signale (L2oS) verwendet. Zwischen den vier Einfahrsignalen liegen acht Ausfahrsignale (als ETCS-Halttafeln) und drei Blockkennzeichen. Erstmals in Deutschland wurde damit ein Personenbahnhof mit L2oS ausgerüstet, eine Möglichkeit zum Aufstarten geschaffen sowie Hochleistungsblock mit ETCS eingerichtet. Die Anlage wird vom Fahrdienstleiter Merklingen aus der ESTW-Unterzentrale Neckartal gesteuert.
Die Bahnsteighöhe beträgt 76 cm, nachdem ursprünglich eine Höhe von nur 55 cm geplant war. Die Nutzlänge der beiden Bahnsteige beträgt 210 m. Die Ein- und Ausfädelung in die Bahnsteiggleise kann mit 100 km/h erfolgen. Das südliche, zum Ort gewandte, Bahnsteiggleis wird als Gleis 1 bezeichnet, das nördliche als Gleis 4.
Die Längsneigung der Strecke liegt im Bahnhof bei rund fünf Promille und wird durch Maßnahmen bei der Bahnsteiggestaltung kompensiert.
Der Bahnhof entstand auf dem zum Bau der Schnellfahrstrecke Wendlingen–Ulm zur Verfügung stehenden Gelände, zusätzliche Flächen wurden nicht in Anspruch genommen. Auf der einen Seite wurde eine Böschung gebaut, auf der anderen eine Stützwand.
Mit einer Höhenlage von maximal 717 m ü. NHN ist er Deutschlands höchstgelegener Bahnhof an einer Schnellfahrstrecke.

## Geschichte

### Vorgeschichte
Merklingen verfügte bis 1985 über zwei Stationen an der heute überwiegend stillgelegten Bahnstrecke Amstetten–Laichingen, den Bahnhof Merklingen und den Haltepunkt Merklingen Ost.
Die raumordnerische Beurteilung der Schnellfahrstrecke von 1995 enthielt als Planungsempfehlung, „einen weiteren Haltepunkt auf der Neubaustrecke im Bereich (…) Merklingen offen zu halten“. Eine mögliche Anbindung des Güterverkehrszentrums Dornstadt über einen „Haltepunkt“ in Merklingen an die Schnellfahrstrecke wurde darin ebenfalls erwähnt. Zu dieser Zeit war bei Merklingen ein Überholbahnhof vorgesehen.
2003 wurde bei einer Informationsveranstaltung der DB Netz nach einem Bahnhalt gefragt. Der Laichinger Bürger Gerhard Maier veranlasste, diesen bei der Planung zu berücksichtigen. Zwar war ein vom Alb-Donau-Kreis im Rahmen des Planfeststellungsverfahrens des Abschnitts geforderter ICE-Halt Laichinger Alb nicht in den 2008 erlassenen Planfeststellungsbeschluss für den Abschnitt 2.3 der Neubaustrecke aufgenommen worden, doch stand im Beschluss, dass die Linienführung und der Abstand zur Autobahn eine spätere Nachrüstung zulasse. Die nachträgliche Realisierung wäre nach späteren Angaben der Projektleitung nicht finanzierbar gewesen.
Danach geriet die Idee in Vergessenheit, bis die Bauarbeiten an der Schnellfahrstrecke begannen. Am Rande des Anstichs des Steinbühltunnels bat der Laichinger Bürgermeister Klaus Kaufmann den baden-württembergischen Verkehrsminister Winfried Hermann um ein Gespräch bezüglich des Bahnhofs, worauf dieser im November 2013 dessen Prüfung zusagte. Im Sommer 2013 wurde parallel dazu vom damaligen Landrat Heinz Surek mit Schreiben an Abgeordnete und Minister sowie Initiativen im Kreisrat des Alb-Donau-Kreises wieder ein Regionalbahnhof ins Gespräch gebracht. Auf kommunaler Ebene bildete sich ein Bündnis der Gemeinden Heroldstatt, Laichingen, Merklingen, Nellingen und Westerheim des Gemeindeverwaltungsverbandes Laichinger Alb sowie Berghülen (alle Alb-Donau-Kreis).

### Potenzialanalyse
Der Alb-Donau-Kreis beauftragte Anfang 2014, mit finanzieller Beteiligung der interessierten Gemeinden, für 26.000 Euro eine Potenzialanalyse für einen Regionalbahnhof, die im Juli 2014 vorgelegt wurde. Laut der Untersuchung würden rund 1500 Reisende den Bahnhof täglich nutzen. Nach dieser ersten Schätzung war mit Kosten von 26,6 Millionen Euro zu rechnen, davon 4,8 Millionen für die Planung und 21,8 Millionen für den Bau. Da der zusätzliche Halt die Reisedauer um 2 bis 4 Minuten verlängert, wären Anschlüsse an den Knotenbahnhöfen Ulm und Stuttgart gefährdet. Dies sollte mit Fahrzeugen kompensiert werden, die schneller als 160 km/h fahren können und somit Zeit einsparen. Die Mehrkosten für neun 190 km/h schnelle Regionalzuggarnituren wurden in der Analyse mit 23 bis 45 Millionen Euro beziffert, die vom Kreis und den Kommununen mitfinanziert werden müssten.
Im Herbst 2014 war das Land bereit, von den Infrastrukturkosten die Hälfte übernehmen, der Alb-Donau-Kreis ein Sechstel und die beteiligten Kommunen ein Drittel. Die regionalen Partner müssten ferner etwa 2,2 Millionen Euro für zusätzlichen Busverkehr sowie als Beteiligung am Kauf schneller Regionalzüge finanzieren; die Erlöse aus Bus und Bahn sind dabei nicht einbezogen. Der Verkehrsminister des Landes kündigte im Februar 2015 an, die Hälfte der Infrastrukturkosten des Bahnhofs zu finanzieren und Züge dafür zu bestellen, soweit eine Kosten-Nutzen-Analyse – wie im Rahmen der Machbarkeitsstudie geplant – vorgelegt werde und die Kommunen die andere Hälfte der Infrastrukturkosten finanzieren und Busse bestellen würden. Eine Machbarkeitstudie wurde vom Alb-Donau-Kreis und sieben Gemeinden der Region Ende 2014 in Auftrag gegeben. Zu den sechs Gemeinden des Alb-Donau-Kreises hatte sich Hohenstadt (Landkreis Göppingen) gesellt; zudem beteiligte sich die IHK Ulm an den Kosten.

### Machbarkeitsstudie
Die am 20. Juli 2015 vorgelegte Machbarkeitsstudie ergab einen Nutzen-Kosten-Faktor von −0,3. Eine Förderung des Bahnhofs nach Landes-Gemeindeverkehrsfinanzierungsgesetz war damit nicht möglich. Wesentlicher Grund für das negative Ergebnis war die angenommene Beschaffung von zehn schnellen Zuggarnituren, für die 30 Millionen Euro angesetzt wurden (zehn Garnituren zu jeweils drei Millionen Euro). Die 190 km/h schnellen Züge seien notwendig, um den Halt in Merklingen mit dem ICE-Fahrplan der Strecke zu vereinbaren. Für die gesamte Infrastruktur wurden Kosten von 21 Millionen Euro ermittelt.
Die 226.000 Euro teure Untersuchung setzte auf der Potentialanalyse auf und wurde von einer Arbeitsgemeinschaft der Unternehmen Obermeyer und Ramboll bearbeitet. Sie orientierte sich an der Standardisierten Bewertung und rechnete mit etwa 950 Fahrgästen pro Tag, einer steigenden Nachfrage nach Gewerbeflächen und – durch die Nähe zum Flughafen und zur Messe Stuttgart – mit positiven Effekten für Hotellerie und Gastronomie. Mit zielgruppenorientierten Angeboten sollten ferner Ausflugsgäste gewonnen werden. Auf der Bahnstrecke Ulm–Sigmaringen wären durch den Halt etwa 250 Fahrgäste täglich weniger unterwegs, auf der Filstalbahn von Stuttgart nach Ulm 130 Reisende. Die Machbarkeitsstudie sollte als Grundlage für Gespräche mit dem Land über eine Förderung dienen.
Die Machbarkeitsstudie favorisierte einen Bahnhofsstandort westlich von Merklingen. Ihr liegt ein konservatives Szenario mit 950 täglichen Nutzern zu Grunde; ein optimistisches Szenario mit 1600 Nutzern wurde nicht weiter verfolgt. Der Prognose ging davon aus, dass Pendler vom Einfahren auf den Parkplatz bis zum Einstieg elf Minuten benötigen würden; würden sieben angesetzt, wäre mit 1200 Reisenden zu rechnen. Die Studie ging ferner davon aus, dass positive strukturelle Effekte erst nach dem Horizont des Gutachtens (2030) wirken würden.
In der Folge wurde eine Projektgruppe aus Vertretern der Kommunen, des Landesverkehrsministeriums und der Bahn gegründet.

### Realisierungsdiskussion
Am 24. Juli 2015 verständigte sich eine Runde der Alb-Bürgermeister mit Verkehrsminister Winfried Hermann, der Bundestagsabgeordneten Hilde Mattheis, Landrat Heinz Seiffert, vier Landtagsabgeordneten sowie Vertretern der Gutachter und der Nahverkehrsgesellschaft Baden-Württemberg darauf, eine Finanzierung außerhalb des Landesverkehrsfinanzierungsgesetzes zu finden. Zum einen sollte der Bund gebeten werden, eine Berücksichtigung des Haltes in der Bundesverkehrswegeplanung zu prüfen, zum anderen sollte das Land prüfen, Mittel aus dem für das Bahnprojekt Stuttgart–Ulm gebildeten Sondervermögen bereitzustellen. Daneben verständigten sich die Bürgermeister darauf, vorbehaltlich der Zustimmung der einzelnen Gemeinderäte, die Hälfte der Infrastrukturkosten von 13 Millionen Euro zu tragen. Laut damaligen Angaben der Deutschen Bahn müsste die Vorplanung bis Herbst 2015 stehen, ansonsten müsse mit Mehrkosten gerechnet werden. Am 28. Juli 2015 sprach sich der Kreistag des Alb-Donau-Kreises für die Realisierung des Haltes aus.
Das Ministerium für Verkehr und Infrastruktur Baden-Württemberg kam im September 2015 bei eigenen Berechnungen zur Nutzen-Kosten-Untersuchung der Machbarkeitstudie zu dem Ergebnis, dass der Bahnhof wirtschaftlich sei, der Weg für die Förderung durch das Land damit grundsätzlich frei. Durch eine Optimierung der betrieblichen Abläufe und zusätzliche Infrastrukturverbesserungen auf der Südbahn könne auf die Anschaffung schnellerer Fahrzeuge verzichtet werden. Für die Kompensation der durch den Halt in Merklingen verursachten zweiminütigen Reisezeitverlängerung wird, unter Erhaltung der Wirtschaftlichkeit, der Kauf gebrauchter ehemaliger Interregio-Wagen, oder eine vorgezogene Wende in Friedrichshafen (mit zweitem Triebfahrzeugführer) statt Lindau erwogen. Für erstgenannte Variante wurde ein Nutzen-Kosten-Index von 2,23 ermittelt, für die zweitgenannte von 1,13. Bei der zweiten Variante sollte zusätzlich eine Signalverdichtung auf der Südbahn helfen. Das MVI kündigte an, auf dieser Grundlage Gespräche mit dem Finanzministerium zu suchen.
Im angrenzenden Landkreis Göppingen wurde daraufhin gegen das Projekt mobilisiert. Insbesondere Geislingen an der Steige sah seine Lage an der Filstalbahn durch einen Bahnhalt an der Schnellfahrstrecke geschwächt. Der dortige Gemeinderat forderte Ende September 2015 in einer Resolution, die Planungen einzustellen.
In Gesprächen des Ministeriums und der Kommunen mit der Deutschen Bahn wurde am 23. Oktober 2015 der Fortgang der Planung vereinbart, deren Kosten durch die beteiligten Gemeinden finanziert wurden.
An einer Postkartenaktion für den Bahnhalt beteiligten sich Ende 2015 knapp 6000 Menschen.

### Realisierung

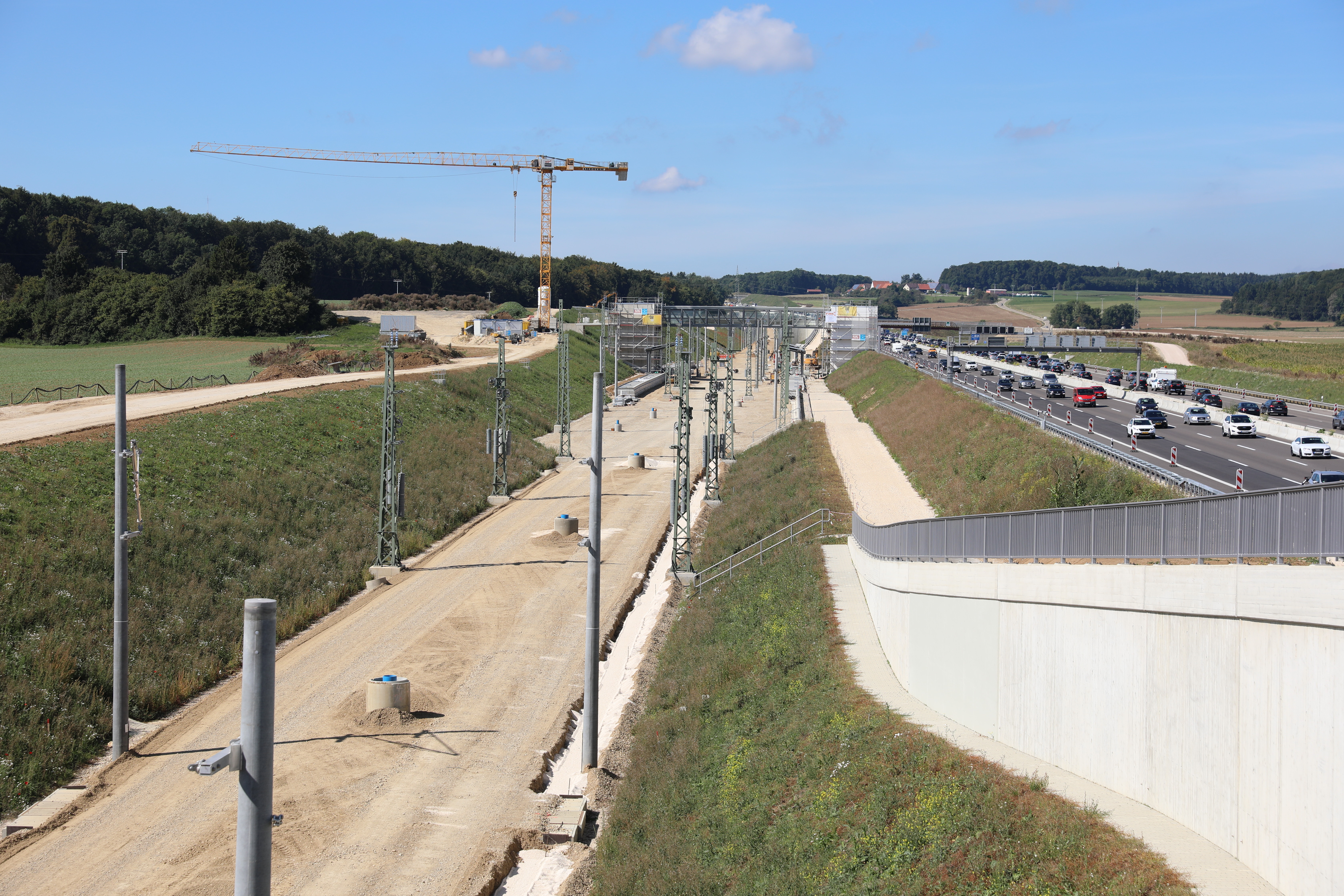
Blick auf den Ostkopf des Bahnhofs (Bauzustand September 2019)

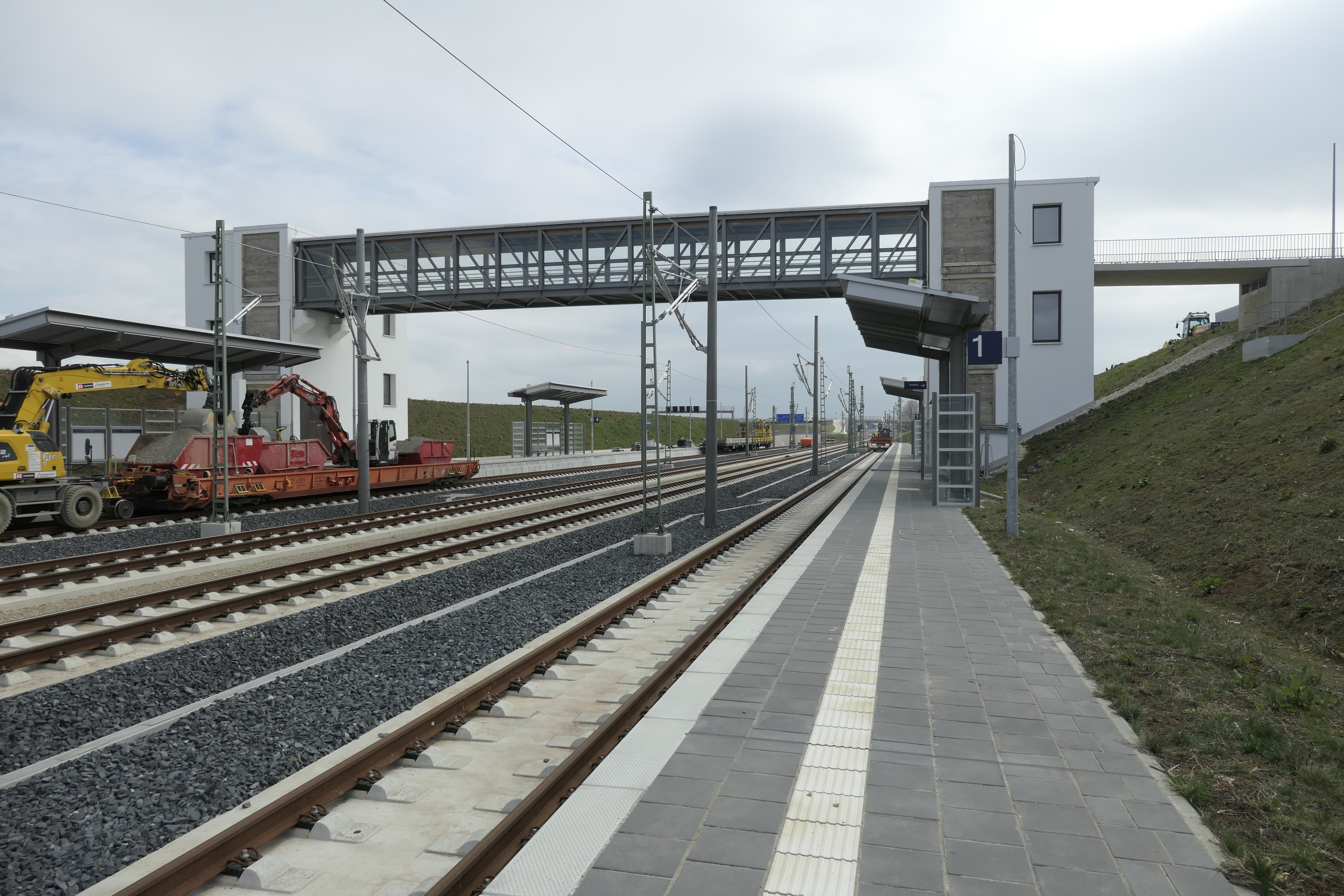
Blick vom Bahnsteig am Gleis 1 Richtung Ulm (Bauzustand April 2021)

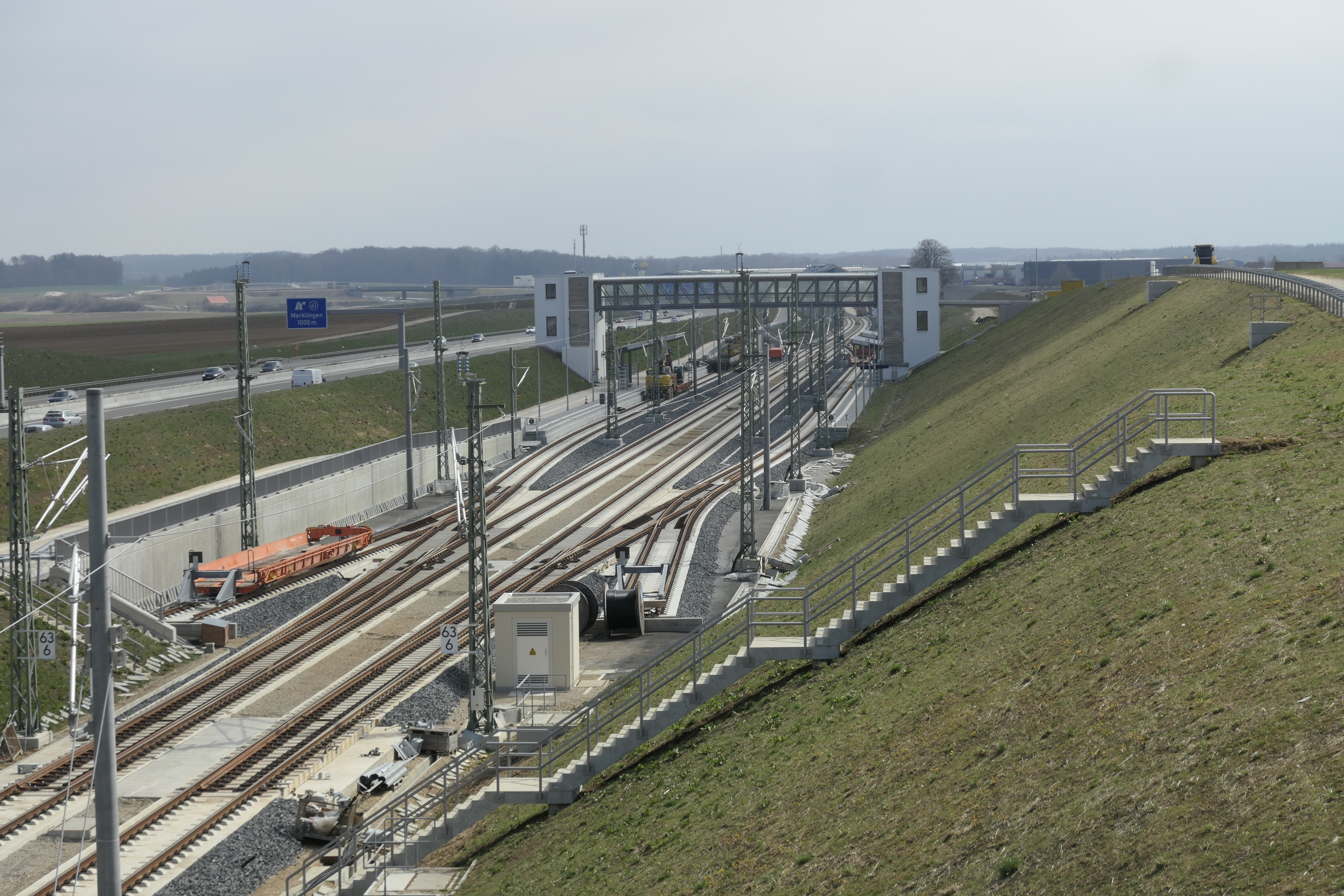
Blick über den Bahnhof (Bauzustand April 2021)

Die Deutsche Bahn war 2015 bereit, den Bahnhof zu bauen, wenn die Finanzierung gesichert ist, der Betriebsablauf des Fernverkehrs nicht beeinträchtigt werde und sich die Arbeiten in den Bauablauf des Abschnitts zwischen Hohenstadt und Merklingen einfügen, der im Sommer 2015 begonnen wurde.
Dafür müsse im Laufe des Jahres 2016 das Baurecht vorliegen und bis Ende 2017, wenn der 87-Millionen-Euro-Auftrag für den Abschnitt bei Merklingen abgeschlossen werden würde, die für den Bahnhof benötigten Bauwerke fertiggestellt oder zumindest begonnen sein. Die Übernahme des Kostenrisikos wurde Gegenstand von Verhandlungen.
Ende Februar 2016 wurde bekannt, dass die Deutsche Bahn eine Untersuchung des Untergrunds des Bahnhofs fordere, wofür Kosten im Millionen-Euro-Bereich anfallen sollten.
Am 15. Februar 2016 wurde die Planfeststellung beim Eisenbahn-Bundesamt beantragt, sie erging am 5. August 2016. Die Planfeststellung bezieht sich nur auf die eigentlichen Bahnanlagen, nicht auf den geplanten Pendlerparkplatz. Der Aufstellungsbeschluss für den Bebauungsplan wurde am 23. Februar 2016 gefasst, der Satzungsbeschluss folgte im Oktober 2020. Zwischenzeitlich, im Mai 2018, wurde die Entwurfsplanung in Prüfung gegeben.
Die Realisierungs- und Finanzierungsvertrag (RuFV) wurde am 2. Dezember 2016 von Verkehrsminister Winfried Hermann, DB-Netz-Vorstand Netzplanung und Großprojekte Dirk Rompf und dem Laichinger Bürgermeister Klaus Kaufmann im Rathaus Merklingen unterzeichnet. Vertragspartner sind die Deutsche Bahn, das Land und der Ende November 2016 gegründete Zweckverband „Verband Region Schwäbische Alb – Verband zur Errichtung der Bahnhofs Merklingen (Schwäbische Alb) und der interkommunalen Entwicklung von Industrie und Gewerbe“. Gründungsmitglieder waren die Städte und Gemeinden Laichingen, Berghülen, Drackenstein, Heroldstatt, Hohenstadt, Merklingen, Nellingen und Westerheim. Später stießen noch Bad Ditzenbach und Dornstadt sowie Wiesensteig hinzu. Die Mitgliedskommunen liegen im Alb-Donau-Kreis sowie im Landkreis Göppingen. Mit weiteren Gemeinden der Region werden Gespräche geführt. Der Gemeinderat von Römerstein lehnte eine Beteiligung dagegen Ende September 2017 ab, der von Gruibingen Mitte November 2017. 2018 traten die Stadt Wiesensteig und die Gemeinden Bad Ditzenbach, Mühlhausen im Täle und Dornstadt bei. Der Zweckverband verfolgt dabei neben der Erschließung des Bahnhofs auch das Ziel, ein interkommunales Gewerbegebiet von etwa 50 Hektar Fläche zu errichten.
Die Erdbauarbeiten für den Bahnhof wurden am 20. März 2017 vergeben. Am 30. Juni 2017 erfolgte die Vergabe für den Streckenbau. Die Rohbauarbeiten sollten bis zum 19. April 2018 abgeschlossen werden. Zum 31. Oktober 2018 wurde die Baustelle der Bahntechnik übergeben. Parallel, vom 16. Mai 2018 bis 26. September 2019, wurden die Brücke samt Aufzügen errichtet.
Der symbolische Spatenstich fand am 18. Mai 2017 statt. Der Rohbau des Bahnhofs, inklusive Ausstattung, wurde im April 2018 ausgeschrieben und für 4,1 Millionen Euro an Leonhard Weiss vergeben.
Die Leistungen der Eisenbahntechnischen Ausrüstung wurden Anfang 2018 gemeinsam mit der Neubaustrecke vergeben.
2019 wurden, mit Ausnahme des Aufzugeinbaus, die Hoch- und Tiefbauarbeiten abgeschlossen. 2020 und 2021 erfolgten die Arbeiten an Oberbau und Gleis. Die Arbeiten wurden Ende 2021 abgeschlossen und 2022 starteten die Testfahrten auf der Strecke. 2022 wurden die Arbeiten am P+R-Parkplatz mitsamt Wartehalle und Fahrradabstellhalle fortgesetzt, die Ende 2023 mit der Überdachung des Parkplatzes mit einer Photovoltaik-Anlage und mit E-Auto-Ladestationen abgeschlossen wurden.

## Verkehrsanbindung

### Schiene
Seit dem 11. Dezember 2022 bedient die Regional-Express-Linie RE 200 von Wendlingen (Neckar) nach Ulm Hbf und zurück den Bahnhof stündlich. Sie wird von DB Regio Baden-Württemberg betrieben und ist im Kursbuch unter der Tabellennummer 750.1 aufgeführt. Fernzüge passieren ihn hingegen ohne Halt. Nach Inbetriebnahme von Stuttgart 21 im Dezember 2025 soll der Bahnhof von Zügen der Linie Karlsruhe–Stuttgart–Ulm–Friedrichshafen bedient werden. Die Reisezeit nach Stuttgart Hauptbahnhof soll 31 Minuten betragen, nach Stuttgart Flughafen Fernbahnhof 20 Minuten sowie nach Ulm 11 Minuten.
Das Land Baden-Württemberg plante die Ausschreibung des Regionalverkehrs auf der Neubaustrecke, wenn der genaue Fertigstellungstermin der Strecke klar ist. Im Juni 2018 wurde eine Vorabinformation des Landes zum Vorlaufbetrieb des Regionalverkehrs über Wendlingen veröffentlicht. Der Auftrag für den Regionalverkehr zwischen Wendlingen, Merklingen und Ulm wurde im Oktober 2020 bekanntgemacht. In einer ersten Stufe war ein Stundentakt zwischen Ulm und Merklingen sowie ein Zwei-Stunden-Takt zwischen Ulm und Wendlingen mit insgesamt rund 600.000 Zugkilometern pro Jahr vorgesehen. In einer zweiten Stufe, deren Beginn noch nicht klar gewesen war, war ein Stundentakt zwischen Ulm und Wendlingen mit rund 800.000 Zugkilometern jährlich geplant. Der Vertrag sollte über fünf Jahre laufen, eine Kündigung durch den Auftraggeber ist erstmals zum Dezember 2025 möglich.
Ein vorgesehener Stundentakt zwischen Wendlingen und Ulm sollte laut Angaben von Mitte 2020 aufgrund der bestehenden Infrastruktur und des Betriebsprogramms im Fernverkehr zunächst nicht realisiert werden können. 2021 war ein je Richtung stündliches Angebot zwischen Wendlingen, Merklingen und Ulm geplant. Die Fahrzeit nach Ulm sollte 12 Minuten betragen, nach Wendlingen 14 Minuten. Von 5 bis 24 Uhr sollten die Züge in beiden Richtungen zur Minute 39 abfahren. Mit Inbetriebnahme von Stuttgart 21, im Dezember 2025, sollen sich die Abfahrzeiten verändern.
Ursprüngliche Planungen sahen eine Weiterführung der Züge nach Würzburg vor, weshalb es zu einer Reisezeitverlängerung käme, die auf den übrigen Strecken kompensiert werden müsste.
Der Halt in Merklingen verursacht eine Reisezeitverlängerung von 2:40 Minuten. Eine Minute davon hätte durch eine frühere Abfahrt in Würzburg kompensiert werden sollen. Ohne weitere Kompensation würde am Bahnhof Aulendorf die Übergangszeit zwischen dem schnellen Regionalverkehr und dem Verkehr ins Allgäu von 5 auf 3,5 Minuten reduziert werden. Die Auswirkungen auf die Südbahn sollten unter anderem durch einen schnelleren Triebfahrzeugführerwechsel in Friedrichshafen kompensiert werden. Mittlerweile war eine Durchbindung nach Karlsruhe anstatt nach Würzburg vorgesehen.
Der im Oktober 2018 vorgelegte erste Gutachterentwurf des Deutschlandtakts sieht ebenfalls eine stündliche Anbindung des Bahnhofs Merklingen vor, mit einer 160 km/h schnellen Regionalverkehrslinie, die zwischen den Hauptbahnhöfen Stuttgart und Ulm eine Reisezeit von 39 bzw. 40 Minuten erreichen soll. Ein stündliches Angebot ist auch in dem im Juni 2020 vorgelegten dritten Gutachterentwurf enthalten. Die Merklingen bedienende Linie soll dabei von Karlsruhe Hauptbahnhof nach Friedrichshafen Hafen führen.

### Straße

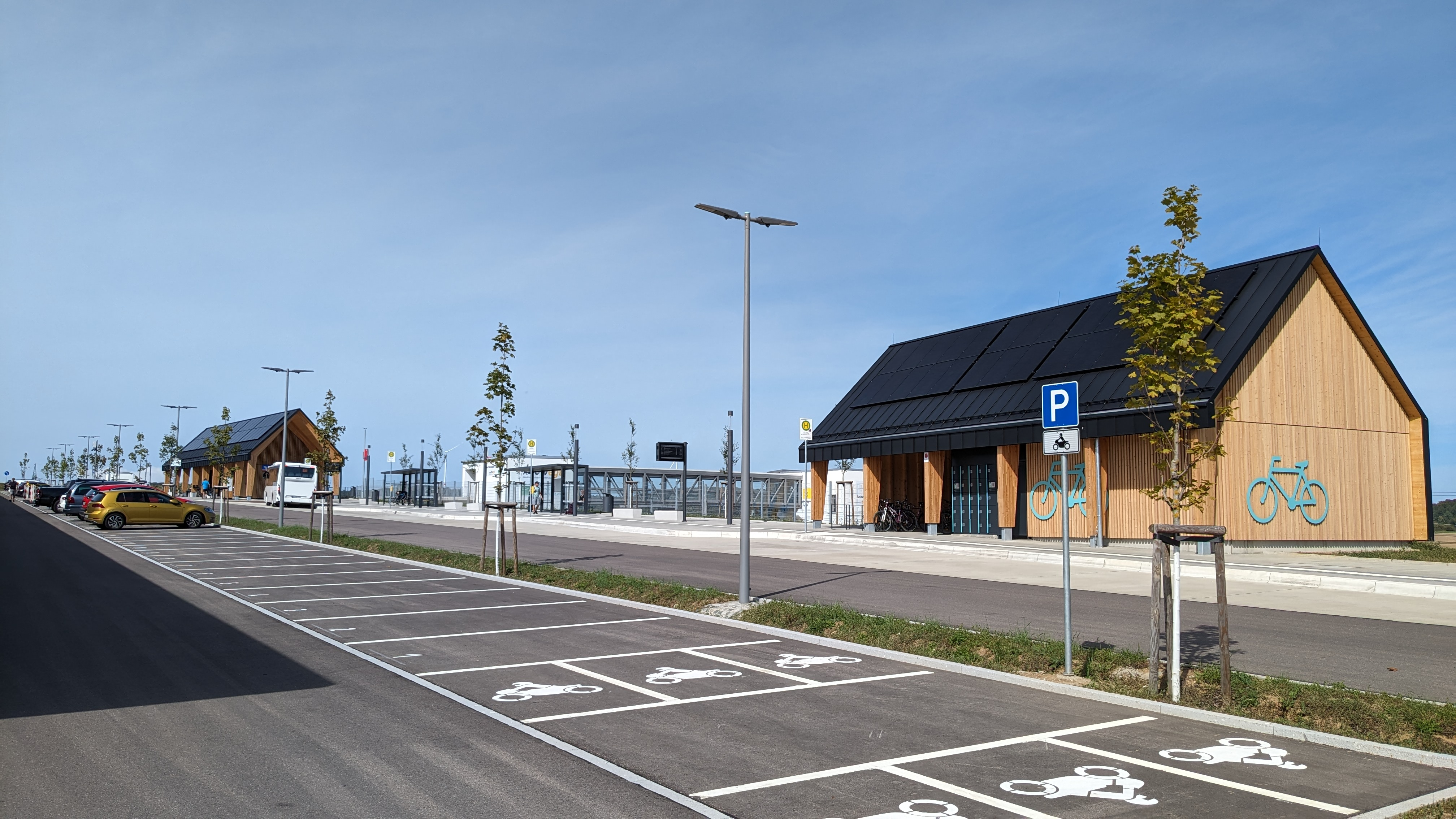
Parkplatz, Fahrradabstellanlage und Bushaltestelle (September 2023)

Für Pendler entstanden auf einer 4,2 Hektar großen Fläche 420 Parkplätze, fünf Kurzzeitparkplätze und fünf Taxistände. Die Erschließung erfolgt über eine Stichstraße von der Kreisstraße 7407.
Geplant waren auch zwei Fahrradparkhäuser mit jeweils 30 In- und 12 Outdoor-Stellplätzen sowie 20 Schließfächern, eine WC-Anlage sowie Ladestationen für E-Autos und -Fahrräder. An den Bushaltestellen waren zwei Wartehallen vorgesehen. Insgesamt investiert der Verband Region schwäbische Alb 4,6 Millionen Euro in die Anbindung des Bahnhofs.
Der Regionalverband ließ auf dem Parkplatz einen Solarpark mit 875 kWp Nennleistung errichten, wodurch 259 überdachte Carports entstanden. An den überdachten Stellplätzen befinden sich jeweils eine Ladestation, sodass der Parkplatz mit 259 Ladestationen der nach Angaben des Betreibers 2023 der größte Ladepark der Welt war, bis er 2025 übertroffen wurde. Die Kosten von mehr als 4 Mio. € wurden durch das Land Baden-Württemberg mitfinanziert. Der Bebauungsplan lässt die spätere Realisierung eines Parkhauses mit 570 Stellplätzen offen.

## Kosten, Nutzen und Finanzierung
Für Vorplanung (einschließlich einer Kostenschätzung), Entwurfsplanung und Genehmigungsplanung der Eisenbahnanlage (ohne Straßenanbindung und Parkplatz) brachten die Gemeinden (gesamt 198.000 Euro) und der Landkreis (99.500 Euro) insgesamt 297.500 Euro auf.
Die Gemeinden sollten sich mit 13 Millionen Euro an den Planungs- und Baukosten beteiligen. Von den Planungskosten übernahm der Landkreis ein Drittel (laut unterschiedlichen Angaben 4,2 Millionen Euro oder 3,1 Millionen Euro) und darüber hinaus die Busanbindung des Bahnhofs (eine Million Euro pro Jahr). Das Land wollte zunächst (Stand: Mitte 2015) die übrigen 9,5 Millionen Euro von Gesamtkosten von geschätzt 19,4 Millionen Euro Baukosten sowie das Kostenrisiko tragen.
Das Land Baden-Württemberg kündigte am 23. Oktober 2015 an, das Land werde – über die 13 Millionen Euro der Gemeinden hinaus – die übrigen Baukosten übernehmen, soweit diese sich im bisher diskutierten Rahmen bewegen würden. Die vom Verkehrsministerium geforderte Beteiligung der Gemeinden in Höhe von insgesamt 13 Millionen Euro entspricht, bei rund 23.100 Einwohnern, einem Anteil von 564 Euro je Einwohner. An der Finanzierung beteiligen sich Laichingen (6,1 Millionen Euro), Westerheim (1,6 Millionen Euro), Heroldstatt (1,5 Millionen), Berghülen, Merklingen und Nellingen (je 1,1 Millionen) sowie Hohenstadt (0,4 Millionen Euro).
Ende Juli 2016 kündigte das Landesverkehrsministerium an, dass die Nutzen-Kosten-Untersuchung einen Nutzen-Kosten-Faktor von 1,5 erbringen werde. Die Kosten für den Bahnhof sollten demnach 44 Millionen Euro betragen. Für die Planung und den Bau der eigentlichen Bahnhofsanlagen fallen demnach 26,5 Millionen Euro und für das Bahnhofsumfeld 5,5 Millionen Euro an. Weitere 3 Millionen Euro waren für Ertüchtigungen an der Bahnstrecke Ulm–Friedrichshafen vorgesehen, um den Zeitverlust durch den Halt zu kompensieren. Für die Instandhaltung wurden zusätzliche 9 Millionen Euro veranschlagt. Die Ertüchtigung der Südbahn sowie die Planungskosten des Bahnhofs waren in den vorherigen Kalkulationen nicht enthalten gewesen, was einen Großteil der Kostensteigerung ausmachte. Getragen werden die Planungs- und Baukosten nach wie vor gemeinsam von den Gemeinden mit 13 Millionen Euro und dem Land Baden-Württemberg, das 30 Millionen Euro aus Regionalisierungsmitteln beisteuern wollte. Die fehlende Million zur Kostendeckung sei durch das Runden der Teilsummen zu erklären, weshalb man davon ausging, dass im August 2016 der Realisierungs- und Finanzierungsvertrag vorliegen werde und im November 2016 von allen Beteiligten unterzeichnet werden könnte.
Aus dem 13-Millionen-Euro-Paket der Kommunen sollten auch die für eine Karsterkundung vorgesehenen 2 Millionen Euro finanziert werden. Das Land übernahm davon 1,6 Millionen Euro, rund 400.000 Euro die Region (davon wiederum 133.000 Euro der Kreis). Die Region finanzierte den Landesanteil vor und hätte diesen zurückerstattet bekommen, falls der Halt nicht realisiert werden sollte. Bei einem Scheitern des Bahnhofsprojekts hätte das baden-württembergische Finanzministerium zwei Drittel dieser Kosten übernommen (nach anderen Angaben 80 Prozent).
Der Bund kündigte Ende August 2015 an, sich nicht an der Finanzierung des Bahnhalts beteiligen zu wollen. Er akzeptierte jedoch, wenn die Wirtschaftlichkeit des Haltes (wie in der Machbarkeitsstudie geschehen) nicht gesondert betrachtet werde, solange die Wirtschaftlichkeit der gesamten Strecke kaum verändert werde.
Eine 2017 vorgelegte, im Auftrag des Landesverkehrsministeriums gefertigte, Untersuchung zu den regionalen Wirkungen des Bahnhofs rechnete mit einem volkswirtschaftlichen Nutzen durch den Bahnhof in Höhe von 4,8 Millionen Euro jährlich. Der Großteil der erwarteten etwa 1350 täglichen Fahrgäste werde demnach in Richtung Ulm fahren. Ferner sei der Einzugsbereich für Züge Richtung Stuttgart größer: Während 75 Prozent der Reisenden Richtung Ulm aus den neun Kommunen kommen werde, sollen Richtung Stuttgart nur 60 Prozent von dort kommen. Junge Menschen würden weniger oft abwandern, die Grundstückspreise könnten steigen. Darüber hinaus wurde mit 3300 zusätzlichen Tagestouristen und 600 zusätzlichen Übernachtungen pro Jahr gerechnet.
Im November 2018 wurde bekannt, dass sich die Kosten für den Bahnhof um 10 Millionen Euro auf dann 53 Millionen Euro erhöhen. Das Land erwog, die Mehrkosten aus Mitteln nach dem Regionalisierungsgesetz zu bestreiten.